# Yakuza 6: The Song of Life
Yakuza 6: The Song of Life — пригодницька гра, розроблена командою Ryu Ga Gotoku Studio та видана компанією Sega для PlayStation 4. Гра вийшла у 2016 році в Японії, двома роками пізніше була локалізована у всьому світі та у 2021 році вийшов порт для Microsoft Windows і Xbox One. Спочатку також планувався реліз в Кореї, але його скасували за день до запланованої дати через «сумнівний контент». Це сьомий тайтл основної серії Yakuza. Після Yakuza 6 вийшов ремейк другої частини серії під назвоюYakuza Kiwami 2, де ігровий рушій, графіка та бойова система значною мірою запозичені з Yakuza 6.

## Ігровий процес

Геймплей під час битви з міні-босом: на екрані життєві показники Кірію і супротивників, шкала жару і міні-мапа локації

Yakuza 6 — це пригодницька гра у жанрі побий усіх з відкритим світом і видом від третьої особи, де гравець управляє Казумою Кірію. Yakuza 6 стала першою грою серії, в якій було використано новий ігровий рушій Dragon Engine (пізніше використаний в Kiwami 2, Like a Dragon та спінофі серії Judgment), який кардинально змінює бойову механіку порівняно з попередніми тайтлами. Окрім класичної вже для серії шкали адреналіну (англ. Heat Mode), тут представлено додаткову шкалу Екстремального адреналіну (англ. Extreme Heat Mode), досягаючи якої Кірію стає невразливим до збивань з ніг, а його ефектні прийоми добивання стають ще потужнішими. Б'ючись з ворогами та досліджуючи ігровий світ, Кірію зароблятиме п'ять типів очок досвіду, позначених різними кольорами: сила (червоний), спритність (синій), дух (жовтий), техніка (зелений) і чарівність (фіолетовий). Силу, спритність і дух легко розвинути — Кірію отримуватиме їх після кожної вуличної сутички, а сюжетні бої з босами дають ще більше досвіду. В той час як техніку і чарівність розвинути складніше — для цього необхідно грати в міні-ігри та відвідувати ресторани.
Традиційно для серії, в Yakuza 6 представлений широкий асортимент міні-ігор, всього яких тут шістнадцять: караоке, бейсбольні клітки, повноцінні бейсбольні матчі, чат-кімнати, класичні аркадні ігри Sega (Space Harrier (1985), Fantasy Zone (1986), Out Run (1986), Super Hang-On (1987), Virtua Fighter 5 (2010) і Puyo Puyo (2011)), котокафе, тренажерний зал, дартс, маджонґ, відвідування храму та підводне полювання.

## Сюжет

### Сетинг
Пролог починається одразу після подій Yakuza 5, а основний сюжет розгортається в грудні 2016 року. Дія гри відбувається у двох локаціях: Камурочо́, вигаданому, але реалістичному відтворенні кварталу червоних ліхтарів Шінджюку, Кабукічо та Джінґайчо, вигаданому рибацькому містечку, в Ономічі, Хірошіма.
У центрі сюжету — прийомна донька Кірію (Такая Курода), Харука Савамура (Ріе Куґімія), яка стала матір'ю немовляти на ім'я Харуто. Кірію вирішує дізнатися правду про Харуто та обставини його народження, але виявляється втягнутим у масштабний конфлікт між кланом Тоджьо та кількома іншими злочинними угрупованнями в Камурочо і Ономічі.
Оговтавшись від травм, отриманих у сутичці з Масато Айзавою, Кірію добровільно відправляється у в'язницю на три роки. За його відсутності у Камурочо невідомі влаштовують підпал цілого району Малої Азії, який порушує баланс сил у злочинному світі. За підставними звинуваченнями у підпалі, ув'язнюють всю верхівку клану Тоджьо — Дайґо Доджіму (Сатоші Токушіґе), Тайґу Седжіму (Рікія Кояма) та Ґоро Маджіму (Хіденарі Уґакі), тим самим обезглавлюючи один з найсильніших кланів якуза країни. Владу в Тоджьо узурпують Кацумі Суґаї (Накао Рюсей) і Такумі Сомея (Оґурі Шун); контроль над раніше знищеним і заново відбудованим районом Маленька Азія закріплюється за китайською мафією на чолі з Біґ Ло (Джунпей Моріта), що спеціалізується на торгівлі людьми; а корейська мафія Джинвон на чолі з Чжун Ґі Ханом (Юічі Накамура) знову з'являється в Токіо, окупувавши більшу частину Камурочо.

### Синопсис
Після виходу з в'язниці у 2016 році Кірію дізнається, що його прийомна донька Харука Савамура зникла безвісти три роки тому, ховаючись від папараці. Відчуваючи відповідальність за її зникнення, Кірію їде до Камурочо, де дізнається, що Харука зараз перебуває в комі після того, як її збив невідомий, а в момент аварії на руках у неї було немовля — хлопчик на ім'я Харуто. Коли Харуто збираються відправити до притулку, Кірію викрадає його, а старий друг, детектив Макото Дате (Казухіро Ямаджі), знаходить зачіпку, яка вказує на те, що Харука перебувала в маленькому рибацькому містечку Ономічі протягом останніх трьох років. Прибувши туди, Кірію знайомиться з місцевою організацією якуза — патріархом Тору Хіросе (Такеші Кітано) та іншими їх членами, і власницею місцевого бару Кійомі Касахарою (Йоко Макі), якій часто довіряє піклування про Харуто. Усі члени сім'ї Хіросе дивно реагують на запитання, чи знають вони Харуку, але невдовзі все ж підтверджують, що вона справді жила в Ономічі, і жителі міста тримали її особу в таємниці, але особа батька Харуто все ще залишається загадкою.
У пошуках батька Харуто, Кірію знайомиться з провідними представниками місцевого злочинного світу — головою могутнього Альянсу Йомеї, Хейдзо Івамі (Масане Цукаяма), та його сином. Кірію також дізнається, що раніше конфлікт між Тоджьо і китайською мафією в Токіо був зрежисований трьома організаціями: від Тоджьо — зрадниками Суґаї і Сомея; китайською мафією; і від Альянсу Йомеї — сином голови, Цунео Івамі (Нао Оморі). Однак, на початку вигаданий конфлікт між цими трьома став справжнім після того, як Івамі організував убивство сина лідера китайської тріади за допомогою корейської мафії Джинвон. Тепер же всі три організації перебувають у стані війни між собою, не в змозі перемогти один одного власними силами.
Кійомі висловлює свою підозру, що Шу Тацукава, котрий наразі працює в Камурочо — батько Харуто. Кірію разом з двома членами сім'ї Хіросе, Наґумо (Хіроюкі Міясако) та Ютою (Тацуя Фуджівара), вирушають до Камурочо на пошуки Тацукави, але з'являються занадто пізно і знаходять лише його гниючий труп... Китайська мафія — головні підозрювані у вбивстві Тацукави. Кірію, Юта і Наґумо проникають до їхньої штаб-квартири в Малій Азії, де підтверджують свою здогадку. При зустрічі з лідером китайців, Кірію дізнається, що Тацукава не є батьком Харуто. Тоді ж він отримує тривожний дзвінок з Ономічі, де патріарх Хіросе викрав немовля і зник.
Повернувшись до Ономічі, Кірію разом з Наґумо та Ютою вступають в конфлікт з Альянсом Йомеї, які також розшукають Хіросе. Нарешті вони знаходять його і патріарх пояснює, що переховував Харуто, бо цінність цієї дитини у поточному конфлікті злочинного світу робить її першочерговою мішенню для Альянсу Йомеї. Це пов'язано з особистістю батька Харуто, особу якого нарешті розкриває патріарх. Ним виявляється наймолодший член сім'ї Хіросе — Юта, котрий не лише є батьком Харуто, а і незаконнонародженим сином Біґ Ло і таємним спадкоємцем китайської мафії. Від народження підлеглі Ло таємно маніпулювали та наглядали за Ютою, щоб той у випадку смерті офіційного спадкоємця очолив тріаду, згідно зі спадковим правонаступництвом. Після вбивства старшого сина Ло, тріада намагалася вбити Харуто через його змішане походження. Однак Тацукава зрадив тріад та разом з Джинвон вирішили продати немовля Цунео Івамі. Тацукава намагався обманом забрати дитину у Харуки, але випадково збив її, коли та його розкусила. Пізніше Тацукава буде вбитий китайцями за свою зраду.
Згодом Івамі наказує мафії Джинвон викрасти Харуто, якого рятують Кірію та його союзники. Співставивши факти, Кірію розуміє, що патріарх Хіросе навмисно розкрив Юті секрет його походження, щоб спровокувати того на вбивство власного батька, котрий є одним з небагатьох, кому відома інформація про так званий «Секрет Ономічі». Зрозумівши, що патріарх Хіросе вже роками систематично вбиває усіх, хто був пов'язаний з «Секретом Ономічі», Кірію вступає в конфронтацію з ним. Секретом виявляється лінійний корабель типу «Ямато», призначений для використання проти американських окупаційних сил, що компанія Альянсу Йомеї нелегально збудовала в кінці Другої Світової. Проєкт фінансував Мінору Дайдоджі, відомий як «Фіксер» — політик, який привласнив гроші платників податків з Хірошіми. У масштабній сутичці гине вбивця багатьох людей, патріарх Хіросе, який перед смертю визнає, що батьки його теперішніх підлеглих були серед його жертв. Пізніше вже майже сторічний Дайдоджі призначає Цунео Івамі своєю новою правою рукою і той оголошує про свій план повністю підпорядкувати собі Альянс Йомеї та ослаблений тривалою війною клан Тоджьо.
Кірію та залишки сім'ї Хіросе розпочинають повномасштабне вторгнення на територію Альянсу Йомеї. Напередодні Івамі та Суґаї викрадають тільки но прийшовшу до тями Харуку з сином, яких рятує сім'я Хіросе, але Кірію отримує важкі поранення у битві. Зрештою Івамі ув'язнюють, Дайдоджі помирає від старості, Суґаї накладає на себе руки, а тіло важко пораненого Кірію зникає з поля бою. 
Роком пізніше політик, який наразі є наступником Дайдоджі, намагається підкупити одужуючого в підпільній клініці Кірію, вимагаючи мовчання про злочини Дайдоджі, що поставили б під удар кількох високопоставлених політиків діючого уряду країни. В обмін на мовчання, Кірію вимагає у політика звільнення з в'язниці Дайґо, щоб запобігти війні між кланом Тоджьо та Альянсом Йомеї, і, крім того, інсценує власну смерть, назавжди відрікаючись від свого звичного життя, щоб захистити Харуку та її сім'ю від втручання злочинного світу.
У сцені після титрів, повернувшись в Окінаву востаннє, Кірію здалеку спостерігає за своїм сиротинцем, де мирно живуть Харука, Юта, Харуто та інші вихованці Кірію. Коли Харуто робить свої перші кроки, він бачить Кірію, який зникає, перш ніж його помітять інші.

## Розробка
Yakuza 6 була анонсована 15 вересня 2015 року на Tokyo Game Show під час конференції Sony, ексклюзивно для PlayStation 4 з приблизною датою виходу на осінь 2016 року. Тоді ж було оголошено про китайську локалізацію для азійського регіону і участь у проєкті Такеші Кітано. У грі також з'являються професійні реслери Федерації реслінгу Японії Хіроші Танахаші, Хіройоші Тензан, Казучіка Окада, Сатоші Коджіма, Тецуя Найто і Тору Яно, які грають вигадані версії самих себе. Крім того, гравець у дартс Пол Лім, перший у світі гравець, який виграв лег на дев'ять дротиків на світовому чемпіонаті, грає самого себе в одному з побічних квестів. Власне, на момент релізу Yakuza 6, це був лише другий раз за всю історію франшизи, коли хтось з персонажів розмовляв чистою англійською мовою. Yakuza 6 стала першою грою серії розробленою ексклюзивно для PlayStation 4, тут також використовується новий рушій Dragon Engine.

### Демоверсія
Реліз демо Yakuza 6 відбувся 27 лютого 2018 року для Північної Америки, Європи та Австралії. Американська версія була вилучена з PlayStation Store після того, як Sega виявили, що випадково випустили повну версію гри в цьому регіоні. Австралійська та європейська демоверсії були вилучені з PlayStation Store наступного дня, а ліцензія всіх безкоштовних копій гри в США була відкликана. 19 березня 2018 року демоверсія знову стала доступна в PlayStation Store.

## Оцінки і відгуки
| Агрегатор  | Оцінка                              |
| ---------- | ----------------------------------- |
| Metacritic | PS4: 83/100 XONE: 87/100 ПК: 82/100 |

| Видання        | Оцінка        |
| -------------- | ------------- |
| Destructoid    | 7/10          |
| Eurogamer      | Рекомендовано |
| GameRevolution | 9/10          |
| GameSpot       | 8/10          |
| GamesRadar+    | [ 24 ]        |
| IGN            | 7,5/10        |
| PC Gamer (США) | 79/100        |
| RPGFan         | 81/100        |

Yakuza 6 отримала «загалом позитивний» рейтинг на агрегаторі рецензій Metacritic, набравши 83 бали за версію на PlayStation 4, 87 бали на Xbox One та 82 бали на Microsoft Windows.
Джефрі Паркін з Polygon похвалив гру за доступність для нових гравців серії: «Yakuza 6 вітає нових гравців. Одразу з головного меню ви отримаєте стислий огляд попередніх ігор (окрім Yakuza 0). [...] Я ніколи не відчував себе загубленим чи розгубленим. Взаємовідносини [між персонажами] зрозумілі та знайомі, що одразу ж втягнуло мене в історію». Едмонд Тран з GameSpot також похвалив гру за плавні, на відміну від всіх попередніх тайтлів серії, переходи між дослідженням ігрового світу та частими бойовими зіткненнями: «Найважливіша зміна боївки — плавні переходи між дослідженням світу та сутичками. Бій на вулиці більше не означає різку зупинку на кілька секунд, поки з'являється заставка і збираються цивільні, щоб огородити вам невелику територію. Бійки тепер можуть динамічно переміщатися по всьому місту, включаючи сходи, дахи, магазини, ресторани та інші доступні внутрішні приміщення будівель. Це також означає, що у вас є можливість втекти, якщо ви не в настрої битися. Ця нова динаміка, є справжнім дивом у серії, завдяки якій випадкові битви з меншою ймовірністю перетворяться на монотонність, як це ставалося в минулих іграх».
Філ Саведж з PC Gamer, в свою чергу, розкритикував оновлену бойову механіку: «Як перша гра на рушії Dragon Engine, Yakuza 6 іде на деякі компроміси. [...] Тут я ніколи не був у захваті від боїв. На відміну від чітких, чистих сутичок Yakuza 0, тут анімація більш плавна, так, але в результаті млява. [...] в підсумку це гра про бої, які ніколи не приносять такого задоволення, як в попередніх іграх серії». Його підтримав Ед Торн з Rock, Paper, Shotgun: «Я скучив за різноманітними бойовими стилями з попередніх ігор Yakuza, де я міг переключатися між швидкими точними ударами одного стилю на розмашисті повільні, але нищівні, іншого. У Yakuza 6 же бій здається надто спрощеним, ніби за всі ці роки Кірію виробив єдиний неперевершений стиль, який відповідає всім його потребам, але це і вполовину не так цікаво в геймплейному плані». З ними погоджується рецензент з IGN: «Що стосується геймплею, то Yakuza 6 не докладає достатньо зусиль, щоб вийти на новий рівень, що робить її в цілому слабшою за минулорічну Yakuza 0. У певному сенсі це гарне місце для початку, якщо ви новачок у серії, оскільки її надто спрощену бойову систему легко засвоїти, але той, хто освоїть її, може вже не повернутися до серії, бо доволі швидко перегорить від повторюваності однотипних сутичок з нічим не виділяючоюся бойовою системою». Джонатан Лоґан з RPGFan також розкритикував новий рушій, назвавши геймплей «тяганиною з глючною фізикою лялькових іграшок», а сюжет «недолугою історією з розчаровуючими життєвими виборами персонажів».

### Продажі
У перший тиждень релізу в Японії було продано 218 168 копій. Разом з іншими країнами Азії, до 16 грудня 2016 року було продано понад 500 тис. копій гри. Yakuza 6 посіла третє місце серед найпродаваніших відеоігр у Великій Британії протягом тижня її європейського дебюту, що зробило її найбільшим запуском серії у Великій Британії. Станом на червень 2018 року було продано приблизно 900 тис. копій гри по всьому світу, з яких майже половина продажів припадає на закордонні ринки.